# Ионеску-Квинт, Мирча
Ми́рча Ионе́ску-Квинт (рум. Mircea Ionescu-Quintus; 18 марта 1917, Херсон — 15 сентября 2017, Плоешти) — румынский политик, депутат (1990), министр юстиции (1991—1992), президент (1993—2001) и почетный президент (с 2002) Национальной Либеральной партии, сенатор (выборы 1996 и 2000 годов).
В 1938 году окончил юридический факультет Бухарестского университета.
С 1945 года стал членом PNL.
Был дважды награжден Орденом Звезды Румынии с разной степенью отличия — в 2002 и в 2017 году (рыцарская и офицерская степени соответственно).